# Ujście (obwód chmielnicki)
Ujście (ukr. Устя) – wieś na Ukrainie, w obwodzie chmielnickim, w rejonie kamienieckim.
Pod koniec XIX w. wieś w powiecie kamienieckm.
W Ujściu urodził się abp Jerzy Józef Szembek.